# 岩佐基治
岩佐 基治（いわさ もとはる、1949年9月8日 - ）は、京都府出身の元プロ野球選手（投手）。

## 来歴・人物
伏見工業高から、1973年の入団テストに合格しドラフト外で阪神タイガースに入団。
上手投げから思いっきり投げ込む未完の大器と期待された。しかし、球は速いがコントロールが悪く、一軍公式戦の出場がないまま、1977年限りで現役を引退した。

## 詳細情報

### 年度別投手成績
- 一軍公式戦出場無し

### 背番号
- 48 （1974年 - 1977年）